# Église Saint-Michel de Denklingen
L'église Saint-Michel est une église catholique de style baroque, située à Denklingen dans l'arrondissement de Landsberg am Lech en Haute-Bavière.

## Histoire

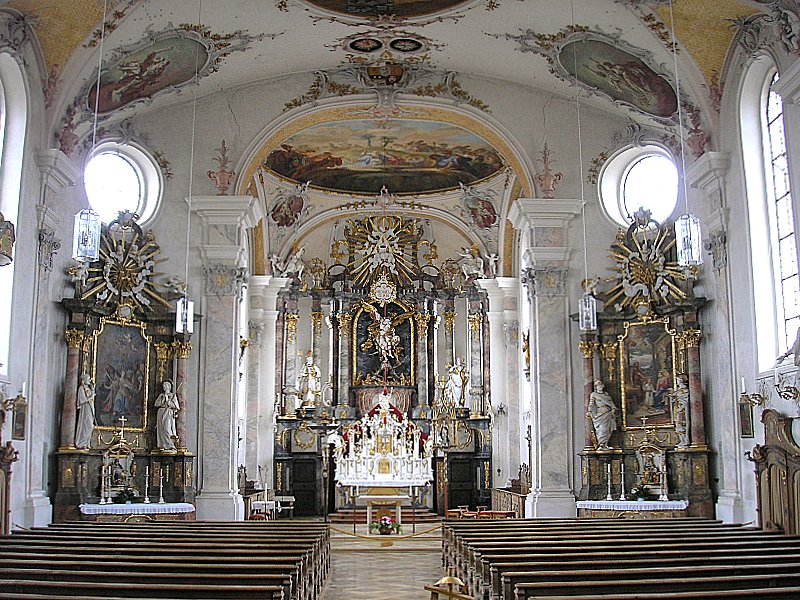
Vue de l'intérieur de l'église

Une première église consacrée à l'archange saint Michel existait dès l'époque de la christianisation de la région par saint Magne de Füssen au VIIIe siècle. Le clocher actuel de l'église (34 mètres) qui a un toit à deux pentes remonte à 1407. Le haut du clocher a été restauré après un incendie à la fin du XVIIe siècle. Bien qu'il fût construit à l'époque gothique, il contient des éléments de style roman, comme il était fréquent dans ces régions élevées. On aperçoit le blason gravé dans la pierre de la famille Rehlinger, famille patricienne de la région d'Augsbourg.
L'église ayant souffert de l'incendie du village en 1668, il était nécessaire de la reconstruire. Le curé de la paroisse fit appel au prince-évêque d'Augsbourg, Joseph-Ignace-Philippe de Hesse-Darmstadt, dont elle dépendait. Sa reconstruction, par l'architecte tyrolien Franz Xaver Kleinhans, coûta 15 862 florins et dura deux ans à partir de 1766.
Le célèbre stucateur de l'école de Wessobrunn, Ignaz Finsterwalder, est l'auteur de la décoration intérieure, légère et raffinée de style rococo. Les sculptures et les autels sont de Johann Richard Eberhard et de Lorenz Luidl (de), les fresques de Johann Joseph Anton Huber. Au-dessus du maître-autel, se trouve saint Michel terrassant le dragon flanqué de la statue de saint Roch et de saint François-Xavier. L'autel de droite montre sainte Anne faisant la leçon à la Vierge, l'autel est flanqué de la statue de saint Sébastien et de la statue de saint Florian. La chaire de stuc de marbre rouge et vert est de 1770. La Crucifixion (vers 1800) à la droite de la nef est remarquable, avec à ses pieds des putti portant l'arche d'alliance.

## Galerie

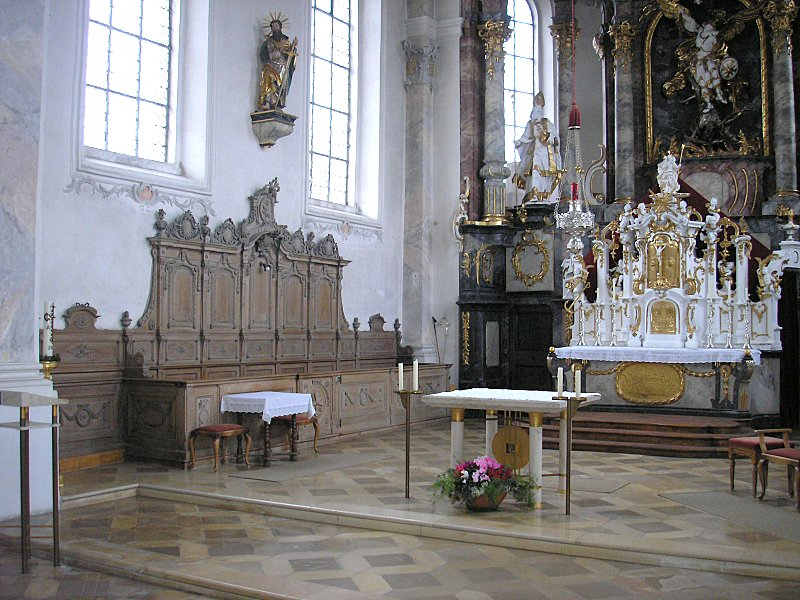
Vue du chœur et du maître-autel
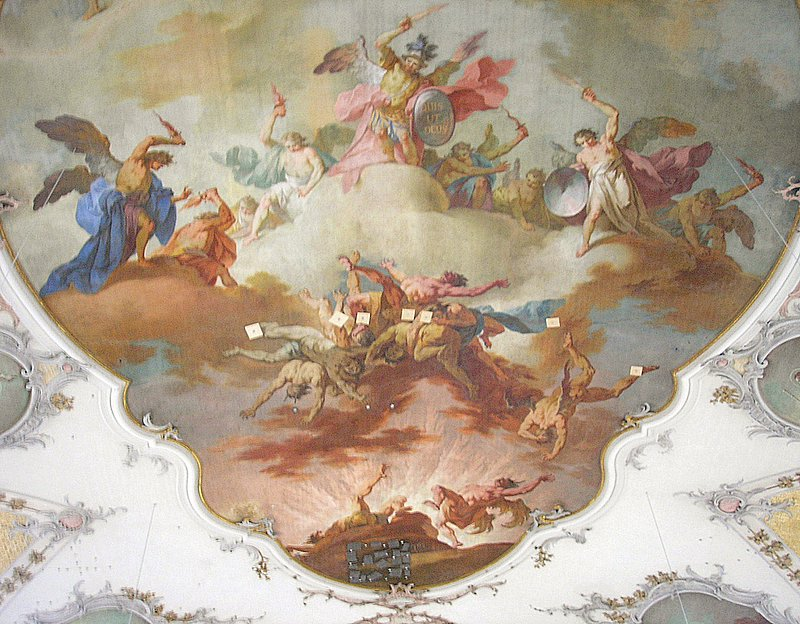
Fresque de la nef
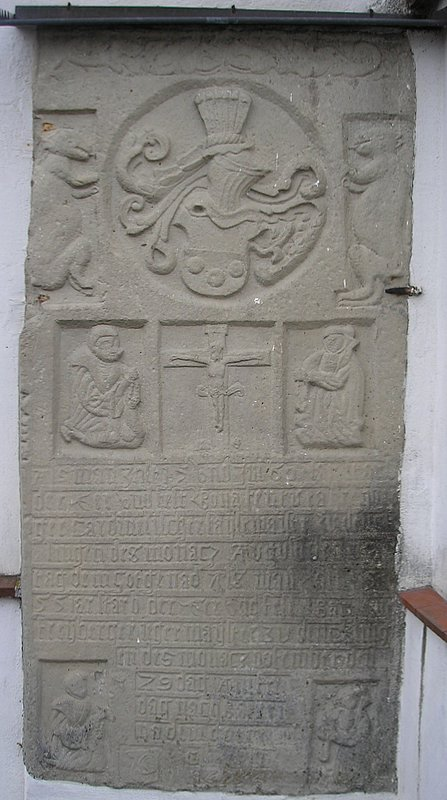
Monument funéraire Renaissance de la famille Freyberger
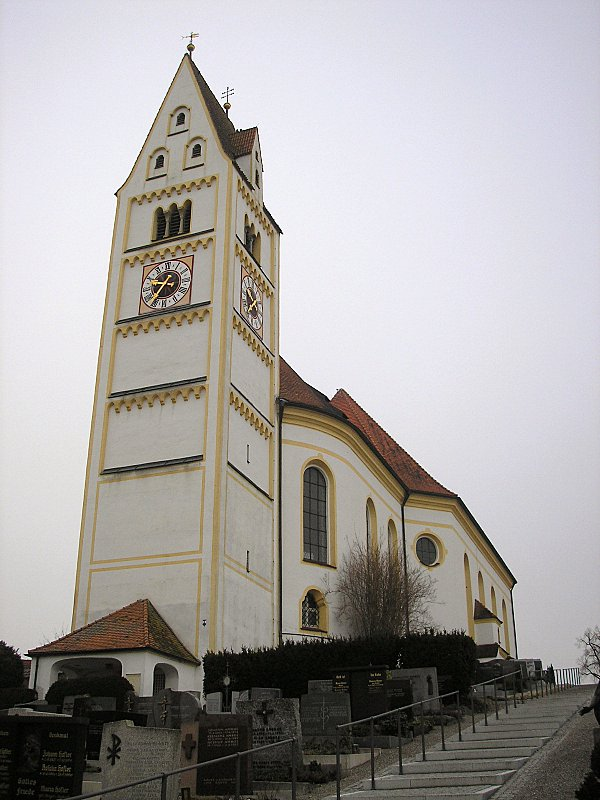
Vue du clocher côté ouest

## Sources
- (de) Cet article est partiellement ou en totalité issu de l’article de Wikipédia en allemand intitulé « St. Michael (Denklingen) » (voir la liste des auteurs).